# Walter Herzberg
Walter Herzberg (geboren 7. Juli 1898 in Königsberg (Preußen); gestorben am 3. April 1943 in Auschwitz) war ein jüdischer deutscher Grafiker und Karikaturist. Er war ein Opfer des Holocaust.

## Leben und Werk

### Herkunft und Ausbildung
Walter Herzberg wurde 1898 als Sohn jüdischer Eltern in Königsberg geboren. Seine Mutter war Rose Landsberg (1874–1943), sein Vater Gustav Herzberg (1868–1913) war Chefredakteur der Hartungschen Zeitung. Nach dem frühen Tod des Vaters im Jahr 1913 zog Rose Herzberg mit ihren beiden Kindern Ilse und Walter zurück nach Berlin, woher sie 1895 mit ihrem Mann gekommen war und wo auch die übrige Familie noch lebte. Walter Herzberg bestand dort 1916 das kriegseingeschränkte Notabitur und begann an der Berliner Akademie der Künste in der Zeichenklasse von Alfred Thon ein Kunststudium, meldete sich aber noch im selben Jahr freiwillig zum Militär. Nach der Rekrutenausbildung 1916/1917 in Allenstein kam er als Infanterist an die Front nach Frankreich und war mit wenigen Unterbrechungen bis kurz vor Kriegsende im Einsatz. Unter dem Eindruck des Ersten Weltkriegs und seiner Fronterlebnisse entwickelte er eine pazifistische Grundeinstellung und eine allem Militärischen gegenüber kritische Haltung, die sich in seinen späteren Karikaturen niederschlägt.

Einbandzeichnung der von Herzberg illustrierten Vorzugsausgabe von Gottfried Kellers Spiegel, das Kätzchen, Berlin 1921

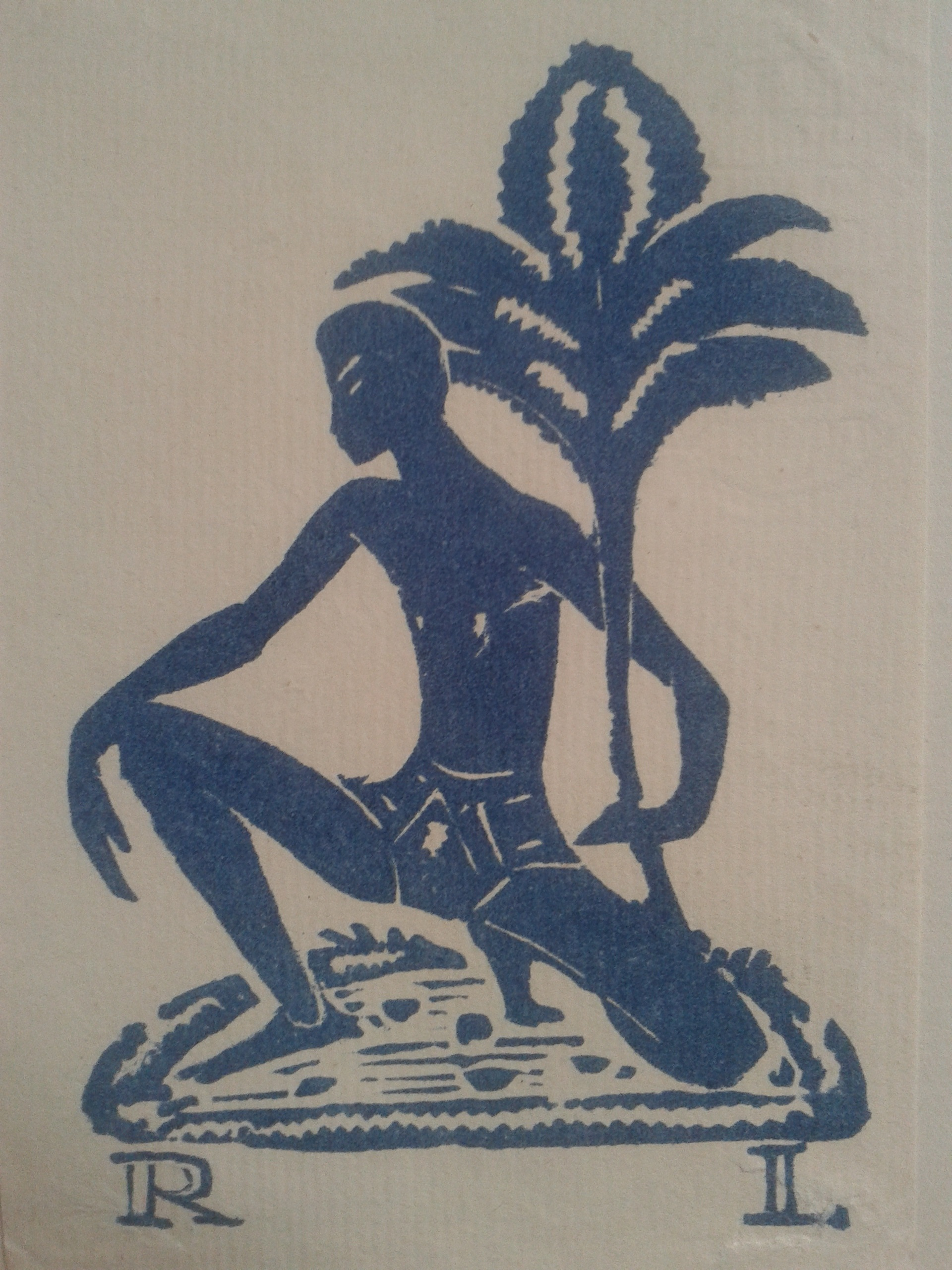
Walter Herzberg: Exlibris für seinen Schwager Rudolf Loew, Klausenburg, um 1922

Herzberg heiratete 1919 seine Jugendfreundin Edith Wunderlich (1896–1943) in Berlin. Im Jahr 1920 wurde ihr Sohn Klaus Herzberg (Namensänderung nach 1938 in Daniel Dishon) geboren. Wohl unter Vermittlung von Alfred Thon fertigte der 22-jährige Herzberg acht Federzeichnungen für die 1921 im Berliner Axel Juncker Verlag veröffentlichte, illustrierte Ausgabe von Gottfried Kellers Novelle Spiegel, das Kätzchen. Um der in Deutschland in den ersten Nachkriegsjahren grassierenden Lebensmittelknappheit und Inflation zu entgehen, zog der damals arbeits- und mittellose Walter Herzberg mit seiner Familie zunächst für zwei Jahre zu seiner Schwester nach Klausenburg und setzte von dort seine Kunststudien sporadisch fort, bevor er 1923 in Obernigk bei Breslau zu einem Bruder seiner Frau zog. Dort versuchte er als zeitweiliger Mitarbeiter einer Bank die Fortsetzung seines Studiums an der Kunstakademie Breslau zu finanzieren.
In einem von Alfred Thon gestalteten, im Breslauer Verlag Ferdinand Hirt 1923 erschienenen Lesebuch finden sich unter anderem vier Holzschnitt-Illustrationen Walter Herzbergs. Die Breslauer Zeit 1923–1925 wurde zur wichtigsten Station seiner künstlerischen Ausbildung: Herzberg wurde in die Malklasse von Otto Mueller aufgenommen, von dem er die entscheidenden Anregungen bekam, was bereits die wenigen überlieferten Radierungen aus dieser Zeit belegen.
Wohl aus finanziellen Gründen und um seiner Familie eine Existenzgrundlage zu schaffen, entschloss sich Herzberg 1925, einen Antiquitäten- und Kunstgewerbehandel in Baden-Baden zu eröffnen. Das Projekt schlug fehl und er kam nach zwei Jahren zurück nach Berlin, wo zwischenzeitlich auch wieder seine Frau und sein Sohn lebten.

### Berliner Jahre als Karikaturist
Am 14. Oktober 1927 erschien Herzbergs erste Karikatur für die prominente satirische Wochenbeilage Ulk des Berliner Tageblatts. Dies markierte den Beginn einer regelmäßigen Arbeit für diese Zeitung, deren Wochenbeilage Herzbergs Zeichnungen bis 1931 in ansteigender Häufigkeit, zuletzt fast wöchentlich und oft auch das Titelblatt illustrierten. Herzbergs Karikaturen, die gelegentlich auch in den Lustigen Blättern (1927/1928) bzw. in der Neuen Revue (1930/1931) erschienen, waren teils heitere Persiflagen und Ironisierungen der kulturellen Erscheinungen der Zwanziger Jahre: des Tonfilms, der Bühne mit dem Ausdruckstanz oder von Aspekten des Literaturbetriebs. Überwiegend reflektierten die rund zweihundert für den Ulk zwischen 1927 und 1931 entstandenen Zeichnungen pointiert und kritisch die wirtschaftliche und soziale Verelendung der Menschen, das in den Augen Herzbergs fragwürdige Gebaren der Parteienpolitik der Weimarer Republik und vor allem die Gefährdung der Demokratie durch die politische Radikalisierung der Nationalsozialisten. Deren Geistlosigkeit und Demagogie wurden von Herzberg ebenso herausgestellt wie die Zusammenhänge zwischen Adolf Hitler und den finanzgewaltigen Kräften im Weimarer Staat. Während Herzbergs Ansehen als Karikaturist des Ulk wuchs, fanden die verhältnismäßig wenigen ‚freien’ Arbeiten, die neben seiner beruflichen Tätigkeit als Karikaturist entstanden – vor allem Radierungen, Holz- und Linolschnitte – kaum Beachtung.

### Flucht, Verfolgung, Deportation und Tod
Die nationalsozialistische „Bewegung“ Ende der 1920er und zu Beginn der 1930er Jahre veranlassten Herzberg zu immer präziser werdenden, politischen Karikaturen. Zusätzlich zu den Arbeiten am demokratisch und liberal ausgerichteten, letztlich aber als „gemäßigt“ geltenden Ulk entstanden Zeichnungen für die deutlich linksgerichtete, satirisch schärfere Wochenzeitung Die Ente, die in den Jahren 1931–1933 erschien und bei der Herzberg noch Anfang 1933 drei Zeichnungen veröffentlichte.
Nicht nur diese politisch eindeutigen Arbeiten für eine bei den Nationalsozialisten als kommunistisch geltenden Wochenschrift, sondern die ihm drohende „rassische“ Verfolgung aufgrund seiner jüdischen Herkunft bewogen Herzberg im Jahr der nationalsozialistischen Machtübernahme bewogen, Deutschland zu verlassen. Über die Schweiz flüchtete er nach Frankreich, das damals Flüchtlingen aus Deutschland zwar Aufenthaltsgenehmigungen erteilte, nicht aber das Recht, dort Arbeit aufzunehmen. Sein Pariser Aufenthalt stand so im Zeichen der Armut, fehlender Arbeitsmöglichkeit und Aussicht, seine Familie nachkommen zu lassen und wurde mit dem für Herzberg verhängnisvollen Entschluss beendet, im Herbst 1935 nach Berlin zurückzukehren. An eine auf künstlerische Tätigkeit gegründete Existenz im nationalsozialistischen Deutschland war nicht mehr zu denken und Herzberg begann, in der einem Onkel mütterlicherseits gehörenden Großhandelsfirma bis zu deren „Arisierung“ 1936 mitzuarbeiten.
Nachdem es dem Ehepaar Herzberg 1938 gelungen war, für den Sohn eine Einreisebewilligung nach Palästina zu erlangen, versuchten Edith und Walter Herzberg, ihre eigenen Auswanderungspläne zu verwirklichen, was jedoch nicht mehr gelang. Vermutlich zum Schuljahr 1938/39 wurde Walter Herzberg Zeichenlehrer an der neu eingerichteten VI. Privaten Volksschule der jüdischen Gemeinde (Choriner Str. 74), später an der an die Synagoge Rykestraße angegliederten III. Privaten Volksschule der jüdischen Gemeinde (Rykestr. 53) und unterrichtete dort bzw. in Ausweichquartieren bis zur Zwangsschließung  am 30. Juni 1942. Edith und Walter Herzberg wurden 1939 zunächst aus wirtschaftlichen Gründen genötigt, ihre bisherige Wohnung (Uhlandstr. 110) aufzugeben und mussten mit Beginn des Jahres 1940 zusammen mit Verwandten mehrmals in kleiner werdende Wohnungen in „Judenhäusern“ umziehen.
Infolge der seit Kriegsbeginn verschärften Maßnahmen gegenüber Juden in Deutschland, die innerhalb kürzester Zeit zur vollkommenen Entrechtung und sozialen Isolation, schließlich zu den Deportationen in die Vernichtungslager führten, wurde Walter Herzberg im Herbst 1942 auf Anweisung der Gestapo als „Ordner“ beziehungsweise Hilfskraft der Jüdischen Kultusvereinigung Berlins zwangsverpflichtet. Seine Botentätigkeit bestand darin, den von der Gestapo in Listen und Karteien erfassten Bewohnern der Judenhäuser die schriftlichen Deportationsbefehle auszuhändigen, des Inhalts, sich noch am selben oder am nächsten Tag in den Sammellagern im Stadtgebiet einzufinden; dies betraf auch die eigenen Verwandten, Onkel und Tante, mit denen die Herzbergs bis zuletzt zusammenwohnten und die am 29. Januar 1943 nach Theresienstadt deportiert wurden. Herzbergs Mutter, Rose Landsberg, wurde bereits am 23. September 1942 nach Theresienstadt deportiert, wo sie am 27. September 1943 starb. Walter Herzberg führte den Dienst als Ordner der Jüdischen Gemeinde bis Mitte Februar 1943 aus, was ihn vor der eigenen Deportation zunächst zu retten schien. Als die Deportationen der noch in Berlin lebenden Juden bereits begonnen hatten und in der Fabrikaktion bis zum 27. Februar 1943 alle jüdischen Zwangsarbeiter in den Rüstungsbetrieben erfasst wurden, um deportiert zu werden, erfolgte eine letzte Versetzung Herzbergs. Für einige Wochen musste er als Buchbinder in der aus geraubten jüdischen Buchbeständen bestehenden „Judenbibliothek“, Teil der „Zentralbibliothek“ im Reichssicherheitshauptamt (RSHA), Amt VII, Eisenacherstr. 12, arbeiten, bevor er mit seiner Frau Edith am 8. März 1943 in ihrer Wohnung (Bleibtreustr. 33) von der Gestapo bzw. SS abgeholt und am 12. März 1943 im 36. „Osttransport“ nach Auschwitz-Birkenau deportiert wurde.
Von den 964 Juden, die in diesem Transport des RSHA aus Berlin am 13. März in Auschwitz ankamen, wurden nach der Selektion an der „Alten Rampe“ nur 218 Männer und 147 Frauen als „arbeitsfähige“ Häftlinge registriert und in das Lager eingewiesen. Walter Herzberg bekam die Häftlingsnummer 107842 und wurde dem angegliederten Konzentrationslager Auschwitz III (Monowitz) zugewiesen. Sein Name und seine Häftlingsnummer erscheinen daraufhin in einem Verzeichnis von Häftlingen, die im „Häftlingskrankenbau“ (HKB) Monowitz „behandelt“ wurden, mit dem Vermerk der HKB-Selektion: „entlassen aus dem HKB: 31. März 1943“ und noch am selben Tag auf der vom SS-Sanitätsdienstgrad (SDG) in Monowitz, Gerhard Neubert, unterzeichneten „Überstellungsmeldung“ des HKB an das Stammlager Auschwitz. Dort wurde Herzberg vermutlich in Block 20 des HKB („Infektionsblock“) von Josef Klehr per Phenolinjektion getötet. Das „Leichenhallenbuch“ bzw. „Totenbuch“ des HKB-Blocks 28, wohin die getöteten Kranken zunächst gebracht wurden, vermerkt schließlich am 3. April 1943 neben der jetzt namenlosen Häftlingsnummer das Todesdatum Walter Herzbergs. Seine Frau Edith wurde im Frauenlager von Auschwitz-Birkenau nicht mehr als Häftling registriert und vermutlich sofort nach der Ankunft ermordet.
Alle Original-Zeichnungen bzw. Karikaturen Walter Herzbergs sind in einem privaten Depot 1944 infolge eines Luftangriffs verbrannt. Nur wenige der übrigen druckgrafischen Arbeiten sind durch die Familie privat überliefert.

## Rezeption

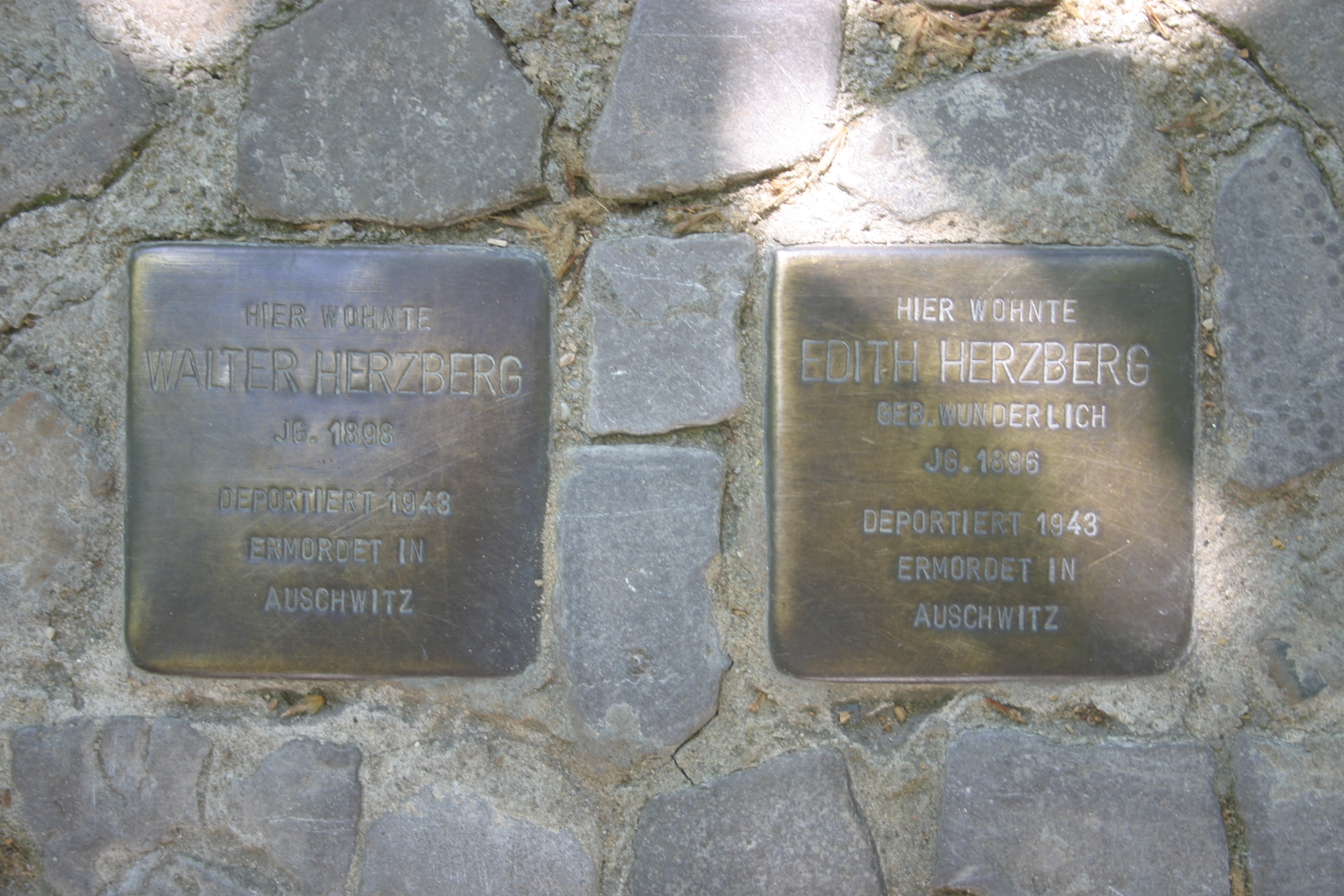
Die für Edith und Walter Herzberg 2006 in Berlin, Motzstr. 51, verlegten Stolpersteine

Zum 100. Geburtstag Walter Herzbergs im Jahr 1998 veranstaltete das Bezirksamt Berlin-Neukölln eine Werkausstellung, zu der unter Federführung der Historikerin Barbara Schieb ein Katalog-Werkverzeichnis, ergänzt um biographische und kunsthistorische Beiträge, u. a. von der Herausgeberin, Herzbergs Sohn Daniel Dishon (1920–2009) und seinem Neffen, dem Grafiker Hans Loew (1919–2016), erschien. In der Begegnungsstätte Alte Synagoge, Wuppertal wurde die Ausstellung 1999 nochmals gezeigt, bei der in einem Begleitprogramm an das legendäre Romanische Café der Literaten und Künstler Berlins erinnert wurde, in dem auch Herzberg verkehrte.
Im Jahr 2006 erfolgte in der Motzstraße 51 (vormals Nr. 60) im Berliner Bezirk Schöneberg zu einer Stolperstein-Verlegung für Edith und Walter Herzberg.
Der künstlerische Nachlass Walter Herzbergs befindet sich seit Juli 2015 im Jüdischen Museum Berlin.